# 乐安县
乐安县是中国江西省抚州市所辖的一个县、位於江西省中部腹地，撫州市西南部，東鄰崇仁縣、宜黃縣，東南連赣州市寧都縣，西南接吉安市永豐縣，西北靠吉安市新幹縣，北毗宜春市豐城市。縣人民政府駐鳌溪镇乐安大道5号。

## 历史沿革
新石器时代晚期乐安就有人类活动，夏商时期属扬州，春秋属吴，秦属九江郡，西汉属豫章郡南城县，东汉属临汝县，三国属东吴先后隶属临川郡、庐陵郡，南朝梁普通三年属临川郡，隋开皇九年属崇仁县，南宋绍兴十九年（公元1149年）划崇仁县天授、乐安、忠义三乡及永丰县云盖乡建县，治古塘（今鳌溪），隶属抚州府，元代属抚州路，明清属抚州府。民国3年隶属豫章道（民国16年撤销道），民国21年分属行政督察区第八区、行政督察区第七区，新中国成立后属抚州地区、抚州市管辖。

## 行政区划
乐安县下辖9个镇、6个乡、1个民族乡：
鳌溪镇、公溪镇、山砀镇、龚坊镇、戴坊镇、牛田镇、万崇镇、增田镇、招携镇、湖溪乡、罗陂乡、湖坪乡、南村乡、谷岗乡、金竹畲族乡和大马头乡。

## 地理
乐安县南北长、东西稍短，地势南高北低、东高西低，地形以山地、丘陵为主，北部低矮丘陵，南部云山逶迤，海拔最高峰为县东南十八排，海拔1370.5米，海拔最低处为县北部公溪河桥头，海拔70米。

### 水系
乐安县全属赣江水系，主要有乌江水系牛田河及抚河水系的公陂河。

### 气候
乐安县属亚热带季风湿润性气候，夏季受太平洋东南信风影响高温多雨，冬季受西伯利亚高压影响凉冷湿润。

## 人口
乐安县常住人口为307909人，男性人口占比52.38%，女性人口占比47.62%，年龄结构中0-14岁占比25.32%，15-59岁占比59.13%，60岁以上占比15.54%，65岁以上占比11.22%。 
乐安县属江右民系汉族是主体民族，男女比例为男多女少。

### 民族
乐安县汉族是主体民族，畲族为最大少数民族。

## 交通
- 抚江铁路，起自抚州昌福铁路抚州北站，通往乐安县公溪镇江边村站，长60千米，沿线车站总数4个。1966年1月1日正式交付运营，2013年5月6日向乐线为保证向莆铁路联调联试停止客运，抚江铁路运行图上铺画的货车已减少为2对，即41061/2/3/4次，运行区段为抚州北站至江边村站，属摘挂列车，货运不稳。[5]
- 吉抚武温铁路（衡吉温线），东至武夷山、温州，经抚州向西至吉安、衡阳，是与沪昆通道平行的另一条东西向通道，2019年7月，国铁集团已正式启动吉抚武温铁路前期工作。浙江、福建江西三省发改委已组织项目预可研报告评审，报国铁集团可研评审。
- 238国道过境，起点江西省南昌市，终点是广东省惠来县。乐安县内接丰城市由北经山砀镇、龚坊镇、湖溪乡至鳌溪镇，转西经大马头乡，向南经牛田镇、万崇镇离开乐安县进入永丰县。
- 322国道过境，瑞安—友谊关公路，简称瑞友线，起点为浙江温州瑞安，终点广西壮族自治区崇左市凭祥友谊关。乐安县内接宜黄县由东经谷岗乡、鳌溪镇、潭港乡向西离开乐安县进入永丰县。
- 313省道（原抚八线）。
- 312省道过境，西接新干县观前街经戴坊镇，由湖溪乡向东北经湖溪村、公溪镇莲塘村向东进宜黄县张坊乡经桃源乡、礼陂镇、至桃陂镇接省道213。
- 222省道过境，起点为乐安县鳌溪镇向北经沙港村、社背村、湖溪乡、东堆村、梅溪村至龚坊镇转西接G238国道乐安厚发工业园区附近。
- 227省道，起点为乐安县鳌溪镇横一路与迎宾南大道交接处，向南经增田镇、望仙乡、招携镇，止于金竹畲族乡南王严形附近。
- 536省道，西起乐安县万崇镇G238向东经湖坪乡，至招携镇接省道227。
- 抚吉高速，抚吉高速公路东起临川，途经崇仁、宜黄、乐安、吉水，西至吉州区，2012年12月31日，建成通车并结束了崇仁、宜黄、乐安、永丰四县无高速公路的历史[6]，乐安县设两个互通，乐安互通、流坑互通。
- 南韶高速，南韶高速线路西起韶关市曲江区欧山，与乐广高速公路相接，途经韶关市、南雄市、赣州市、兴国县、宁都县、永丰县，乐安县、丰城市，东止于南昌市小蓝互通，与杭长高速公路对接，乐安县设乐安北互通及乐安服务区。

## 经济
2002年2月，经国务院批准，乐安县被列为新阶段扶贫开发工作重点县。
2008年全县生产总值完成20.82亿元，财政总收入1.6366亿元。
2019年4月28日，江西省人民政府批复会昌县、寻乌县、安远县、上犹县、石城县、南康区、遂川县、余干县、乐安县、莲花县翻开了历史新篇章，这10个县（区）正式脱贫摘帽，退出贫困县序列。
2020年，樂安縣完成生產總值76.02億元，同比增長3.5%；實現財政總收入9.8億元，同比增長4.6%，其中一般公共預算收入6.28億元，同比增長13.8%；規模以上工業增加值增長5.3%；固定資產投資增幅9%；社會消費品零售總額增長2.5%；城鎮居民人均可支配收入2.76萬元，同比增長5.5%；農村居民人均可支配收入1.18萬元，同比增長9.5%。

## 文化教育

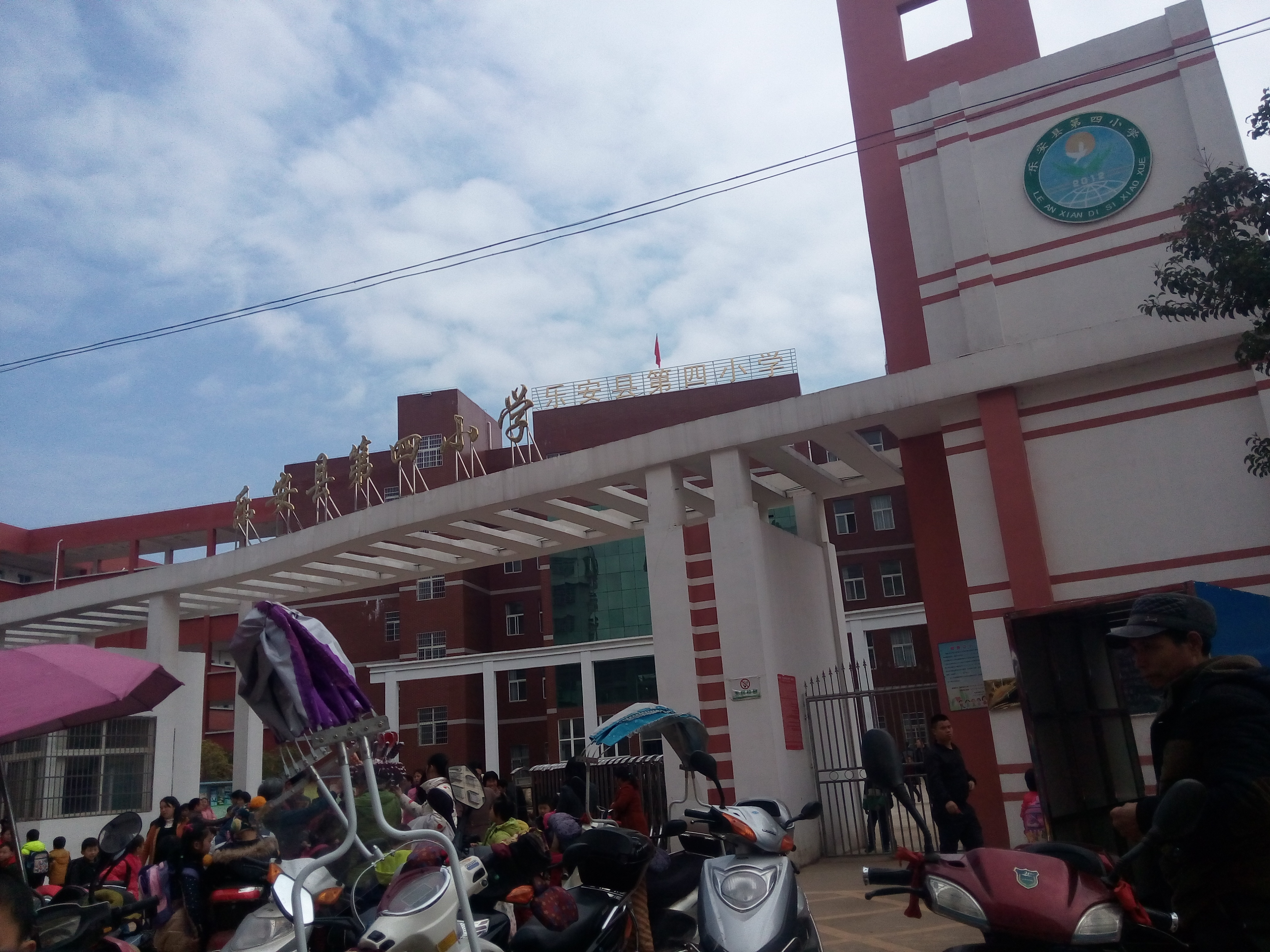
乐安县第四小学

乐安县地处临川文化及庐陵文化过渡区，自古崇文，私塾书院林立。

### 红色爱国教育
乐安县是中国新民主主义革命时期的苏区北大门，中国共产党早期在乐安活动时留下了大量红色标语，及活动遗址，中国共产党早期领导人均在乐安参与革命，如毛泽东、周恩来、邓小平、朱德、陈毅等人都在乐安开展过工作。至今留存大量红色标语、革命旧居及战斗历史遗迹均成为爱国教育基地。

## 旅游

### 文保单位
- 科甲丛芳六脚牌坊（江西省文物保护单位）
- 水南“继序其皇”坊式门楼（江西省文物保护单位）
- 蓝科进公祠（江西省文物保护单位、江西省保存最为完好畲族古建筑）
- 上罗邓氏祠堂（江西省文物保护单位）
- 罗陂农民协会旧址—罗阳陈氏大宗祠（江西省文物保护单位）
- 流坑村（全国重点文物保护单位、全国首批历史文化名村）
- 红四军第四次反围剿主战场——登仙桥（抚州市第二批市级文物保护单位）
- 龙图学士和刺史传芳牌楼门（全国重点文物保护单位）
- 董裕墓（江西省文物保护单位）
- 中国历史文化名村：牛田镇流坑村、湖坪乡湖坪村（第一批中国传统村落保护名村）
- 江西历史文化名村：牛田镇水南村

### 历史文化街区
- 衙门巷历史文化街区

### 风景名胜
- 金竹乡吓通瀑布群
- 石桥寺（文天祥曾在此就读、朱熹于此开班讲学）
- 老虎脑省级自然保护区（与宜黄、宁都交界处）
- 稠溪古村（全国第五批中国传统村落）
- 西隐寺（千年古寺）
- 唐龙寺（始建于宋朝仁宗嘉佑8年，即公元1063年）
- 道教圣地大华山（道教天心派祖庭，江南十大道教名山之一）

### 美食
乐安竹笋、状元鱼（霉鱼）、腐乳、畲族八大碗、泡粉、南瓜饼。

### 特产
乐安花猪（国家地理标志产品）、乐安竹笋（国家地理标志产品）、乐安腌菜干、乐安毛边纸、糍粑、清明果、茶油。

### 非物质文化遗产
乐安县傩舞是国家级非物质文化遗产，乐安县花鼓戏、蛋雕、乡射遗乐（小吹会）都是省级非物质文化遗产。

### 民俗
乐安打船歌、乐安罗陂庙会、迎神游村、舞龙舞狮、傩舞、花鼓戏。